# Stybarrow Dodd
Stybarrow Dodd är en bergstopp i Storbritannien.   Den ligger i grevskapet Cumbria och riksdelen England, i den centrala delen av landet, 400 km nordväst om huvudstaden London. Toppen på Stybarrow Dodd är 843 meter över havet, eller 69 meter över den omgivande terrängen. Bredden vid basen är 0,99 km.
Terrängen runt Stybarrow Dodd är huvudsakligen kuperad.Runt Stybarrow Dodd är det ganska glesbefolkat, med 24 invånare per kvadratkilometer. Närmaste större samhälle är Keswick, 8,4 km nordväst om Stybarrow Dodd. Trakten runt Stybarrow Dodd består i huvudsak av gräsmarker.